# Cousinia turkmenorum
Cousinia turkmenorum là một loài thực vật có hoa trong họ Cúc. Loài này được Bornm. mô tả khoa học đầu tiên.